# Maria Theresia (film 1951)
Maria Theresia è un film del 1951 diretto da Emil E. Reinert

## Produzione
Il film fu prodotto dalla Paula Wessely Filmproduktion GmbH, la casa di produzione creata dall'attrice che dal 1950 al 1959 produsse undici pellicole. Il film venne girato a Vienna al palazzo di Schönbrunn.

## Distribuzione
Distribuito dall'Union-Film, uscì nelle sale cinematografiche tedesche il 18 dicembre 1951. Il giorno dopo, il film fu presentato anche in Austria. In Francia ne venne distribuita una versione doppiata dal titolo L'Impératrice Marie-Thérèse che uscì il 25 maggio 1954. In Italia venne distribuito dalla Condor Film nel 1957.